# De Dietrich Type I
Der De Dietrich Type I ist ein Pkw-Modell aus den 1900er Jahren. Hersteller war die Société de Dietrich et Cie de Lunéville in Frankreich.

## Beschreibung
Die Produktion begann im Jahr 1902, spätestens im Dezember 1902 zum Pariser Autosalon, und lief bis 1903. Vorher stand mit dem 6 CV ein Fahrzeug vergleichbarer Größe im Sortiment. Einen Nachfolger gab es nicht.
Der Motor entstand nach einer Lizenz von Turcat-Méry. Er ist ein Zweizylinder-Reihenmotor mit automatischer Ventilsteuerung. 104 mm Bohrung und 120 mm Hub ergeben 2039 cm³ Hubraum. Der Motor war damals in Frankreich steuerlich mit 8 CV eingestuft.
Der Motor ist vorn längs im Fahrgestell eingebaut. Er treibt über Ketten die Hinterräder an. Die Bremse wirkt zeittypisch nur auf die Hinterachse.
Bekannt sind Aufbauten als Tourenwagen.